# Sąpolno Człuchowskie
Sąpolno Człuchowskie – zlikwidowany przystanek osobowy i ładownia kolejowa w Sąpolnie w Polsce, w województwie pomorskim, w powiecie człuchowskim, w gminie Przechlewo.
25 lipca 2023 wznowiono ruch towarowy – znajduje się tu zakład czyszczący cysterny kolejowe.